# Karatschai-See

Die Region Tscheljabinsk innerhalb Russlands

Der Karatschai-See (russisch озеро Карача́й / ozero Karačaj) ist ein See im südlichen Ural in der Nähe der Stadt Kyschtym in der russischen Region Tscheljabinsk. Ab dem Jahre 1951 nutzte die Sowjetunion Karatschai als Lagerstätte für radioaktiven Abfall aus Majak, dem nahe gelegenen nuklearen Zwischenlager und der Wiederaufbereitungsanlage in der Nähe von Osjorsk (damals Tscheljabinsk-40).
Laut einem Bericht des Worldwatch Institutes zu radioaktivem Abfall ist Karatschai der „am stärksten verschmutzte Ort“ der Erde. Der See enthielt im Jahr 1990 radioaktives Material mit einer Aktivität von rund 4,44 Exa-Becquerel (EBq), darunter 3,6 EBq aus Caesium-137 (was etwa 1,1 Tonnen des Isotops mit einer Halbwertszeit von 30 Jahren entspricht) und 0,74 EBq aus Strontium-90 (wovon 2020 noch etwa die Hälfte übrig gewesen sein dürften; allerdings kommen noch immer neue Immissionen hinzu). Zum Vergleich: Bei der Katastrophe von Tschernobyl wurde Material mit einer Aktivität zwischen 5 und 12 EBq freigesetzt, das sich jedoch auf ein weitaus größeres Gebiet verteilte.

## Geschichte
Zwischen 1949 und 1951 wurden atomare Abfälle aus der Atomanlage Majak zunächst ausschließlich direkt in das Tetscha-Flusssystem entsorgt. Sehr schnell traten massenhaft Folgen von Strahlungsschäden (u. a. Lungenkrebs und Leukämie) bei der Bevölkerung der Umgebung und den Arbeitern der Anlage auf. Zur Vermeidung dieser Gesundheitsschäden wurden ab 1951 die Abfallströme nach und nach in den Karatschai-See umgeleitet. Diese Praxis hielt bis 1953 an. Danach begann man, den Abfall in Tanks zu deponieren, und die Einleitungen in den See wurden deutlich reduziert. Einer jener Tanks explodierte schließlich 1957 bei der Katastrophe von Kyschtym.
In den 1960ern begann der See auszutrocknen. Seine Oberfläche verkleinerte sich von 0,5 km² im Jahr 1951 auf 0,15 km² Ende 1993. Nach einer Trockenheit trug der Wind im Jahre 1968 radioaktiven Staub von der trockengefallenen, früher vom See bedeckten Fläche weg und belastete eine halbe Million Menschen sowie eine Fläche von 1.800 km² mit 185 Peta-Becquerel an Strahlung (fünf Millionen Curie), einer ähnlichen Aktivität, wie sie in Hiroshima nach dem Abwurf der Atombombe Little Boy freigesetzt wurde.
Zwischen 1978 und 1986 wurde der See mit Beton-Hohlkörpern aufgefüllt und 2015 vollständig abgedeckt, um weitere Sedimentbewegungen zu verhindern.
In der Nähe des Sees steht das nie in Betrieb genommene Kernkraftwerk Süd-Ural.

## Strahlenbelastung
Die Strahlungsbelastung am Ufer des Sees lag vor oder um 1991 im am stärksten belasteten Bereich bei etwa 6 Gray pro Stunde. Für ungeschützte Menschen wäre diese Strahlung bereits nach einer Stunde tödlich. Laut russischen Wissenschaftlern riskiert jeder, der sich in der Nähe des Sees aufhält, eine akute Strahlenkrankheit.
Es kann für die Zukunft nicht ausgeschlossen werden, dass das Wasser des Sees über Grundwasserströme in Kontakt mit dem Fluss Tetscha und damit dem Ob kommt. Auf diese Weise könnte die Radioaktivität auch den Arktischen Ozean erreichen.

## Populärkultur
Die Band Pain of Salvation veröffentlichte mit One Hour By The Concrete Lake ein Album, das die Verschmutzung des Sees thematisiert.
Große Teile des Romans Das Messias-Gen von James Rollins spielen in der Gegend des Sees und behandeln die Gefahren, die von seiner Radioaktivität ausgehen.